# سيرجيو غابرييلي
سيرجيو غابرييلي (بالإسبانية: Sergio H. Iacobelli Gabrielli)‏ (و. 1938 – م) هو أستاذ جامعي، من تشيلي.